# Schlumberger SEED
“SEED”, también conocida como “Excelencia de Schlumberger para el Desarrollo Educativo”, es una organización educativa de alcance comunitario sin fines de lucro dentro de Schlumberger Limited, la compañía mundial de servicios petroleros. Schlumberger ha adoptado la educación como tema central de su extensión comunitaria, que está compuesta por varias iniciativas: SEED, la fundación Schlumberger , iniciativas locales emprendidas por GeoMarkets así como también por los empleados en su tiempo libre.
La misión de SEED es estimular, inspirar y capacitar a los educadores de comunidades con escaso acceso a recursos en lugares donde vive y trabaja la gente de Schlumberger, para captar el interés de los jóvenes por la ciencia y la tecnología. SEED tiene como objetivo construir comunidades de aprendizaje y ambientes en los que se comparta el conocimiento y en donde los estudiantes, educadores y voluntarios colaboren en los proyectos que se desarrollen en el idioma local. El programa de SEED se basa en el compromiso de los voluntarios que pertenecen a la comunidad de Schlumberger (empleados, jubilados y sus familias) de acercarse a estos alumnos y ayudarlos a entusiasmarse por la ciencia, la tecnología y el aprendizaje.

## Historia
SEED fue fundada por Simone Amber, actual Directora del programa y Vicepresidenta de Schlumberger, en 1998. Sin embargo, el concepto de SEED se originó en 1993. Amber le había concertado una reunión a un conocido suyo con Seymour Papert, profesor y fundador del Grupo Futuro del Aprendizaje en el laboratorio de medios del Instituto Tecnológico de Massachusetts (MIT), del cual Schlumberger era en ese entonces empresa patrocinante. Ella acompañó a su amigo a la reunión, cuyo tema central fue la tecnología educativa. Luego de la reunión, Amber se acercó a Papert para conversar sobre su propio interés en el alcance educativo, y él compartió sus ideas y contactos.
La primera noción de SEED comenzó a desarrollarse en la mente de Amber como una iniciativa que tenía por objetivo “ayudar a acortar la brecha digital" ofreciendo conocimientos que Schlumberger tenía en abundancia, es decir, conocimientos científicos y tecnológicos (recursos informáticos y de Internet), a comunidades de todo el mundo con escaso acceso a recursos en lugares donde vivía y trabajaba la gente de la compañía. Llevó varios años desarrollar la idea, tiempo durante el cual Amber aprovechó al máximo las habilidades de su propia red de conocidos como así también las de su personal. A un miembro del equipo se le ocurrió el acrónimo SEED, que significa Excelencia de Schlumberger para el Desarrollo Educativo (Schlumberger Excellence in Educational Development en su idioma original), para describir al naciente emprendimiento que tenía como fin proporcionar apoyo voluntario y tecnología a las comunidades de Schlumberger. 
En 1997 Amber reclutó de entre sus colegas un equipo de voluntarios para comenzar a desarrollar un sitio web y un plan comercial. Euan Baird, el presidente de Schlumberger en ese momento, aprobó el primer presupuesto de SEED a fines del año 1997, haciendo del concepto una realidad. En 1998 SEED comenzó a funcionar en una oficina de la ex sede central de Schlumberger Limited en Nueva York. Amber contrató a Michael Tempel, educador y fundador de la Fundación Logo, un centro educativo sin fines de lucro, donde se dictaba Logo (lenguaje de programación), y a Pascal Berner, un asesor sin fines de lucro, para desarrollar un programa de voluntarios utilizando a los empleados de Schlumberger, contenido pedagógico basado en las ciencias y un programa de subvención que proveería computadoras, acceso a Internet y apoyo técnico a escuelas seleccionadas en comunidades con escaso acceso a recursos donde operaba Schlumberger. Más tarde ese mismo año, SEED firmó su primer acuerdo con una escuela en Venezuela para lanzar un programa piloto y, al poco tiempo, la equipó exitosamente con computadoras, servicio de Internet y voluntarios (ver más abajo: Ofertas – Voluntarios) que ofrecían ayuda técnica. 
En los años siguientes, SEED creció rápidamente en escala y alcance, para convertirse en un emprendimiento internacional que sumaba escuelas de varios países a su creciente red de programas de subvención. Su rápida expansión se debió en gran parte a una creciente conciencia internacional sobre la brecha digital, la brecha de tecnología y conocimiento entre países desarrollados y en desarrollo; a la expresión más aguda de las necesidades educativas y de formación de capacidades por parte de comunidades locales y de los ministerios de educación nacionales en los países donde vivía y trabajaba la gente de Schlumberger, y a la creciente formalización de los programas de responsabilidad social corporativa en todo el mundo. 
Lo que hace a este programa tan popular y exitoso es que SEED ofrece una solución basada en el conocimiento y en la tecnología. En el año 2003, SEED comenzó a dar talleres educativos prácticos para hacer avanzar el enfoque de SEED en el aprendizaje experimental (ver más abajo: Filosofía). En 2006, SEED cambió el nombre de Programa de Subvención para Conexión al nombre Programa de la Red de Escuelas (SNP, por sus siglas en inglés), que refleja con más exactitud su trabajo y sus relaciones con las instituciones educativas subvencionadas. En 2007, durante su 10.º año de funcionamiento, SEED firmó su contrato de subvención SNP número 200, nuevamente con una escuela en Venezuela y, en el año 2008, SEED ingresó a su país número 40. Las continuas colaboraciones con el laboratorio de medios del (MIT), la iEARN, Red Internacional de Educación y Recursos, MaMaMedia, Professional Thinking Partners (SmartWired), Milton Glaser Inc., OLPC (Sigla en inglés que significa: Una computadora portátil por niño) y la Sociedad de Aprendizaje Organizacional (SoL, por sus siglas en inglés), entre otras organizaciones educativas que piensan en el futuro, han ayudado a SEED a mantener actualizada la difusión de sus ideas y su trabajo.

## Filosofía
Aprendizaje en Acción: Educación a la manera de SEED
Los alumnos y profesores que participan de las actividades de SEED se benefician con una exposición muy valiosa a computadoras e Internet. Sin embargo, lo más importante de la experiencia en SEED es el “aprendizaje activo”, más que la tecnología de la información. El aprendizaje activo es la base del “construccionismo”, del cual SEED sigue el enfoque educativo basado en proyectos que se utiliza en escuelas de todo el mundo. El construccionismo, creado por Seymour Papert (ver Historia arriba), se basa en el trabajo del psicólogo y pedagogo Jean Piaget y en la idea de que las personas aprenden al construir activamente conocimientos nuevos. SEED mantiene una relación de trabajo con el laboratorio de medios del MIT (ver Historia arriba), donde trabaja Papert y con el que SEED colabora para desarrollar tecnologías y prácticas educativas. 
“Aprendizaje en acción (LWD, por sus siglas en inglés)” es el nombre que SEED le ha dado a su propia forma de aprendizaje activo/construccionista. El enfoque de aprendizaje en acción de SEED reúne a niños y adultos en escenarios educativos para convertirse en estudiantes activos al elegir y trabajar en proyectos juntos. SEED aplica este enfoque en entornos como talleres y clases, en todo el mundo, y fomenta la interacción entre profesores y alumnos, quienes aprenden juntos mientras trabajan en los proyectos y utilizan las computadoras e Internet como poderosas herramientas de capacitación. Los profesores y alumnos que participan de los talleres transfieren este proceso de aprendizaje basado en la experiencia a sus escuelas y aulas locales cuando regresan a casa. Está demostrado que la experiencia de taller es una manera efectiva de promover la interacción y el interés en la educación científica entre los adolescentes.

## Ofertas
SEED tiene un enfoque de cuatro puntos para fomentar la educación científica: 
El “Programa de la Red de Escuelas” de SEED invita a las escuelas menos favorecidas a que completen la solicitud, solo por invitación, para recibir subvenciones por dos años que les ofrecen equipos de hardware y software, conexión a Internet y servicios relacionados, recursos educativos y orientación en la planificación a futuro. Durante el período en que se recibe la subvención, SEED trabaja con las escuelas de la red para garantizar la continuidad del programa cuando éste deje de ser subvencionado. También patrocina el “Fondo de Acción de SEED”, que tiene como meta desarrollar una comunidad de personas activas y seguras de sí mismas, comprometidas a participar en la solución de los problemas de su comunidad de maneras innovadoras, favorables y sustentables. El Fondo de Acción de SEED fomenta la aplicación del aprendizaje de proyectos de talleres de profesores y alumnos de las escuelas de SEED por medio de asistencia financiera limitada para la continuación de los proyectos.
Con el objetivo de promover el uso de computadoras e Internet en las escuelas de la red, SEED tiene un sitio web que incluye un “Centro de Ciencias en línea” que ofrece una amplia gama de recursos educativos y oportunidades para alumnos y educadores en siete idiomas: árabe, chino, español, francés, inglés, portugués y ruso. El contenido del sitio web incluye una cobertura completa de temas como el agua, el cambio climático, la energía, la salud y la seguridad, y artículos sobre una variedad de temas científicos, muchos de los cuales son creados por voluntarios que aportan su propia experiencia. El sitio web presenta actividades de laboratorio, desafíos de ingeniería y acertijos matemáticos para que los profesores los utilicen con sus alumnos. Además, brinda acceso a expertos que son empleados de Schlumberger y que responden preguntas sobre proyectos y actividades. 
Los “Programas Educativos” de SEED ofrecen, a los alumnos y educadores de las escuelas de la red, acceso a talleres prácticos así como también a actividades y proyectos en línea por medio de la metodología “Aprendizaje en Acción”. Existen dos formatos principales para los talleres de SEED: Talleres de Colaboración que reúnen a alumnos y profesores de varias escuelas en un país; y Talleres Escolares que tienen lugar en una sola escuela con hasta 20 alumnos y uno o más profesores. Los talleres pueden durar desde medio día hasta varios días, e incluyen a participantes de proyectos científicos y tecnológicos. Estas experiencias fomentan el trabajo en equipo y la comprensión entre los alumnos y los consejeros que se encuentran dentro de una misma escuela o entre diferentes escuelas y países. Además, SEED lleva a cabo Talleres para Organizadores, que duran uno o dos días, inmediatamente antes de los Talleres de Colaboración, con el objetivo de preparar a un pequeño número de organizadores (voluntarios, profesores y algunos alumnos de Schlumberger) para coordinar un Taller de Colaboración. Ocasionalmente, SEED lleva a cabo Talleres de Voluntarios para empleados de Schlumberger y sus cónyuges, con el fin de familiarizarlos con SEED y sus ofertas y prepararlos para ser facilitadores en Talleres Escolares y de Colaboración.
Como un desarrollo ulterior surgido a partir de los talleres, SEED ha creado los “Materiales de aprendizaje” que incluyen experimentos, actividades y artículos de SEED que se obtienen a través del Centro de Ciencias en línea y que se pueden utilizar en el aula o en cualquier otro lugar. Una de estas ofertas, el kit de SEED, consiste en una actividad breve y portátil que los voluntarios y profesores pueden utilizar para guiar a los alumnos a través de un desafío científico. SEED tiene disponible muchos de estos artículos a través de SEEDSTORE, un catálogo comercial en línea accesible al público en general.
Como parte esencial de todas las ofertas de SEED, están los voluntarios que donan su tiempo y experiencia para el fomento de la educación científica y tecnológica a través de SEED. Los voluntarios de SEED son ex empleados y empleados actuales de Schlumberger y sus familias, que ofrecen su tiempo y sus conocimientos para el beneficio de comunidades con escaso acceso a recursos donde opera Schlumberger.
SEED publica un boletín electrónico, SEEDLINK, y un artículo de noticias narrativo, Experiencia y Opiniones, para mantener a los voluntarios y al público interesado informados sobre las actividades de la organización.

## Honores
- Medalla de bronce “Realizado por Schlumberger” (2005)
- Premios a la Excelencia del Consejo Mundial del Petróleo – Responsabilidad Social (2002)